# ディエンビエンドン県
ディエンビエンドン県（ディエンビエンドンけん、ベトナム語：Huyện Điện Biên Đông / 縣奠邊東?）は、ベトナム社会主義共和国ディエンビエン省の県。面積は1,206.39 km²、人口は54,380人（2018年）である。

## 行政区画
1市鎮13社から構成される。